# Décès en 1968
Décès
- 1964
- 1965
- 1966
- 1967
- 1968
- 1969
- 1970
- 1971
- 1972

Cet article présente une liste de personnalités mortes au cours de l'année 1968.

Les mois de l'année font également l'objet de listes spécifiques :

## Décès par mois

### Date précise inconnue
- Salomon Bernstein, peintre paysagiste français d'origine russe (° 11 février 1886).
- Eleanor Jane Taylor Calverley, missionnaire américaine au Koweït (° 24 mars 1887).
- Ettore Colla, peintre et sculpteur italien (° 16 avril 1896).
- Raymond Dendeville, peintre, graveur et illustrateur français (° 4 mars 1901).
- Anna Devaux-Raillon, peintre française (° 1891).
- Yvonne Kleiss-Herzig, peintre française (° 28 mai 1895).
- Nora Lancaster, actrice britannique (° 20 octobre 1882).
- Giulio Vittini, peintre italien (° 5 janvier 1888).
- Lucien Vogt, peintre et dessinateur américain (° 28 février 1891).

### Janvier
- 1er janvier : Brooks Benedict, acteur américain (° 6 février 1896).
- 4 janvier :
  - Jean Murat, acteur français (° 13 juillet 1888).
  - Joseph Pholien, homme politique belge (° 28 décembre 1884).
- 8 janvier : Robert Bice, acteur américain (° 4 mars 1914).
- 9 janvier :
  - Louis Aubert, compositeur français (° 19 février 1877).
  - Gino Sciardis, coureur cycliste d'origine italienne naturalisé français (° 28 janvier 1917).
- 10 janvier : Basil Sydney, acteur britannique (° 23 avril 1894).
- 12 janvier : Henri Pontoy, peintre français (° 5 février 1888).
- 16 janvier : John Davidson, acteur américain (° 25 décembre 1886).
- 18 janvier : Bert Wheeler, acteur américain (° 7 avril 1895).
- 19 janvier : Vladimir Serov, peintre russe puis soviétique (° 21 juillet 1910).
- 28 janvier : Ángel Herrera y Oria, cardinal espagnol, évêque de Malaga (° 19 décembre 1886).
- 29 janvier :
  - Claude Bils, peintre, dessinateur, caricaturiste français (° 15 août 1883).
  - Ignace Gabriel Ier Tappouni, cardinal irakien, patriarche de l'Église catholique syriaque (° 3 novembre 1879).
  - José Carlos de Macedo Soares, juriste, historien et homme politique brésilien (° 6 octobre 1883).
  - Tsugouharu Foujita, peintre français d'origine japonaise (° 27 novembre 1886).

### Février
- 4 février : Paul Geny, peintre français (° 6 juillet 1887).
- 5 février :
  - Paul Richaud, cardinal français, archevêque de Bordeaux (° 16 avril 1887).
  - Luckey Roberts, musicien de jazz américain (° 7 août 1887).
- 7 février :
  - Nick Adams, acteur américain (° 10 juillet 1931)
  - Louis Delannoy, coureur cycliste belge (° 16 juin 1902).
- 8 février : Jean Borremans, homme politique belge (° 14 mai 1911).
- 11 février : Jacob Steinhardt, peintre expressionniste israélien d’origine allemande (° 23 mai 1887).
- 14 février : Pierre Veuillot, cardinal français, archevêque de Paris (° 5 janvier 1913).
- 17 février :
  - Léon Savary, écrivain et journaliste suisse romand (° 29 avril 1895).
  - Donald Wolfit, acteur, directeur de théâtre, metteur en scène et pédagogue anglais (° 20 avril 1902).
- 18 février : Elke Weckeiser, victime du mur de Berlin (° 31 octobre 1945).
- 20 février : Anthony Asquith, réalisateur et scénariste britannique (° 9 novembre 1902).
- 24 février : Gustav Adolf Semler, acteur allemand (° 14 mars 1885).
- 25 février : Camille Huysmans, homme politique belge (° 26 mai 1871).
- 27 février : Erwin Müller, homme politique allemand (° 18 mars 1906).
- 28 février : Pierre Boven, juriste, botaniste et ornithologue suisse (° 24 janvier 1886).
- 29 février : Charles Paris, peintre paysagiste français (° 9 septembre 1877).

### Mars
- 3 mars :
  - Pepe Bienvenida, matador espagnol (° 7 janvier 1914).
  - Jean Dulac, peintre et sculpteur français (° 12 février 1902).
  - Édouard Léonard, coureur cycliste français (° 18 octobre 1882).
- 4 mars : Alexandre Cellier, organiste et compositeur français (° 17 juin 1880).
- 6 mars : Iša Krejčí, compositeur néoclassique, chef d'orchestre et dramaturge tchèque (° 10 juillet 1904).
- 8 mars : Emmanouíl Mántakas, militaire et homme politique grec (° 1891).
- 14 mars : Erwin Panofsky, historien de l'art et essayiste américano-allemand (° 30 mars 1892).
- 15 mars : Jean Muselli, acteur français (° 6 septembre 1926).
- 16 mars : Valentine Hugo, peintre et illustratrice française  (° 16 mars 1887).
- 17 mars : Harry d'Abbadie d'Arrast, réalisateur et scénariste argentin (° 6 mai 1897).
- 20 mars :
  - Charles Chaplin Jr., acteur de théâtre et de cinéma américain (° 5 mai 1925).
  - Carl Theodor Dreyer, réalisateur danois (° 3 février 1889).
- 22 mars : Geo Dorival, affichiste, dessinateur et peintre français (° 5 novembre 1879).
- 26 mars : Walter Helbig, peintre, graphiste et sculpteur sur bois allemand et suisse (° 9 avril 1878).
- 27 mars : Youri Gagarine, cosmonaute et premier homme de l'espace (° 9 mars 1934).
- 30 mars : Bobby Driscoll, acteur américain (° 3 mars 1937).
- ? mars : Vladimir Barjansky, peintre et illustrateur d'origine russe (° 13 décembre 1892).

### Avril
- 2 avril : Moses Levy, peintre et graveur italo-britannique (° 3 février 1885).
- 4 avril : Martin Luther King, pasteur baptiste et homme politique américain (° 15 janvier 1929).
- 7 avril :
  - Jim Clark, pilote de Formule 1 britannique (° 4 mars 1936).
  - Juan Ramón, footballeur espagnol (° 22 février 1909).
- 9 avril : Zofia Kossak-Szczucka, écrivain, essayiste et résistante polonaise (° 8 août 1890).
- 10 avril : André Trousselier, coureur cycliste français (° 29 mai 1887).
- 13 avril :
  - Pericle Patocchi, écrivain et enseignant suisse (° 11 mars 1911).
  - Albert Valentin, scénariste et réalisateur belge (° 5 août 1902).
- 15 avril :
  - Maurice Feuillet, peintre, dessinateur, illustrateur et journaliste français (° 18 juin 1873).
  - Boris Liatochinski, compositeur et chef d'orchestre ukrainien et soviétique (° 3 janvier 1895).
- 16 avril : 
  - Laurence Vail, romancier, poète, peintre et sculpteur français (° 28 janvier 1891).
  - André Trousselier, footballeur et coureur cycliste français (° 29 mai 1887).
- 17 avril : Robert Lazurick, directeur du journal L'Aurore à Paris dans un accident de voiture (° 3 avril 1896).
- 24 avril :
  - Elizaveta Karamihailova, physicienne bulgare (° 3 septembre 1897).
  - Henri Rheinwald, coureur cycliste suisse (° 24 juillet 1884).
- 26 avril : John Heartfield, photographe et peintre allemand (° 19 juin 1891).

### Mai
- 4 mai : Louis Boucoiran, haut fonctionnaire français (° 23 février 1886).
- 7 mai : Vishnu Deo, homme politique fidjien (° 17 juillet 1900).
- 9 mai :
  - Luigi Corbellini, peintre italien (° 11 août 1901).
  - Marion Lorne, actrice américaine (° 12 août 1883).
- 10 mai : Scotty Beckett, acteur américain (° 4 octobre 1929).
- 15 mai : Charles Rollier, peintre suisse et italien (° 27 septembre 1912).
- 18 mai : André Noufflard, peintre franco-italien (° 18 janvier 1908).
- 21 mai : Jacques Reverchon, peintre, graveur et illustrateur français (° 15 septembre 1927).
- 22 mai : Erik Friborg, coureur cycliste sur piste suédois (° 24 janvier 1893).
- 24 mai : Helen Dahm, peintre expressionniste suisse (° 21 mai 1878).
- 28 mai : Kees van Dongen, peintre français d'origine hollandaise (° 26 janvier 1877).
- 29 mai :
  - Jacques Chardonne, écrivain français (° 2 janvier 1884).
  - Alice Cruppi, peintre et écrivain française (° 14 février 1887).
- 31 mai : Walter Pfrimer, homme politique autrichien (° 22 décembre 1881).

### Juin
- 1er juin :
  - Helen Keller, écrivaine, conférencière et militante américaine (° 27 juin 1880)
- 4 juin :
  - Jack Hobbs, acteur britannique (° 28 septembre 1893).
  - Walter Nash, premier ministre de Nouvelle-Zélande (° 12 février 1882).
- 5 juin : Vahram Papazian, acteur ottoman puis soviétique (° 6 janvier 1888).
- 6 juin : Robert Kennedy, homme politique américain (° 20 novembre 1925).
- 7 juin : Dan Duryea, acteur américain (° 23 janvier 1907).
- 10 juin :
  - Berthe Kolochine-Erber, biologiste française (° 28 décembre 1890).
  - Antonio Pesenti, coureur cycliste italien (° 17 mai 1908).
- 11 juin :
  - Louis Delfino, général de l'armée de l'air et footballeur français (° 5 octobre 1912).
  - Jean-Julien Lemordant, peintre français (° 28 juin 1878).
- 15 juin :
  - Wes Montgomery, guitariste de jazz américain (° 6 mars 1925).
  - Leo Nielsen, coureur cycliste danois (° 5 mars 1909).
- 16 juin : Harry Cheshire, acteur américain  (° 16 août 1891).
- 17 juin : 
  - Cassandre (pseudonyme d'Adolphe Jean Marie Mouron), graphiste français (° 24 janvier 1901).
  - Alexeï Kroutchenykh, écrivain et poète soviétique (° 21 février 1886).
  - José Nasazzi, footballeur international uruguayen (° 24 mars 1901).
- 18 juin : Nína Tryggvadóttir, peintre islandaise (° 16 mars 1913).
- 24 juin : Tony Hancock, acteur anglais (° 12 mai 1924).
- 29 juin : Antoine Chartres, peintre français (° 2 janvier 1903).
- 30 juin :
  - Aurelio León, footballeur espagnol (° 13 août 1915).
  - Jules Rossi, coureur cycliste italien (° 3 novembre 1914).

### Juillet
- 5 juillet :
  - Maurice Baskine, peintre français (° 7 octobre 1901).
  - Enrique Pla y Deniel, cardinal espagnol, archevêque de Tolède (° 19 décembre 1876).
- 7 juillet :
  - Leo Sowerby, compositeur et musicien d'église américain (° 1er mai 1895).
  - Gustave Van Slembrouck, coureur cycliste belge (° 25 mars 1902).
- 12 juillet : Francesco Morano, cardinal italien (° 8 juin 1872).
- 14 juillet : Françoise Élie, résistante française (° 16 septembre 1906).
- 19 juillet : Emily Sadka, historienne singapourienne (° 1919).
- 23 juillet : René Sautin, peintre français (° 12 octobre 1881).
- 26 juillet : Cemal Tollu, peintre turc (° 19 avril 1899).
- 28 juillet : Otto Hahn, chimiste allemand (° 8 mars 1879).

### Août
- 2 août : 
  - Hans Kürsteiner, espérantiste suisse (° 14 novembre 1885).
  - François Ondet, coureur cycliste français (° 2 décembre 1902).
- 7 août : Louis Süe, architecte, décorateur et peintre français (° 14 juillet 1875).
- 8 août : Ernesto García Cabral, caricaturiste, muraliste et illustrateur de livres d'alphabétisation mexicain (° 18 décembre 1890).
- 10 août : 
  - Maurice Drouart, sculpteur, décorateur, peintre, dessinateur, compositeur et poète français (° 17 novembre 1890).
  - Gabriel Hanot, footballeur international français, sélectionneur de son pays (° 6 novembre 1889).
- 12 août : Georges Leduc, dessinateur, illustrateur, peintre et réalisateur de films d'animation français (° 27 février 1906).
- 14 août : 
  - Augusto Alvaro da Silva, cardinal brésilien (° 8 avril 1876).
  - Olivier Maurault, historien et prêtre canadien (° 1er janvier 1886).
- 15 août : Luis Gianneo, compositeur argentin (° 9 janvier 1897).
- 25 août : Hélène Holzman, peintre allemande (° 30 août 1891).
- 31 août :
  - Ahmed Francis, homme politique algérien (° 1912).
  - Ezio Sclavi, joueur et entraîneur de football italien, reconvertit par la suite en tant que peintre (° 23 mars 1903).

### Septembre
- 1er septembre : Giuseppe Enrici, coureur cycliste italien (° 2 janvier 1896).
- 2 septembre : André Girard, écrivain, résistant, peintre, illustrateur, caricaturiste et affichiste français (° 25 mai 1901).
- 3 septembre :
  - Juan José Castro, compositeur et chef d'orchestre argentin (° 7 mars 1895).
  - Fritz Pauli, peintre suisse (° 7 mai 1891).
- 6 septembre : Nikolaï Akimov, décorateur et metteur en scène de théâtre expérimental russe puis soviétique (° 3 avril 1901).
- 7 septembre : Lucio Fontana, sculpteur et peintre italien d'origine argentine (° 19 février 1899).
- 10 septembre : Maurice Sauvayre, peintre, graveur, illustrateur et dessinateur humoristique français (° 17 mars 1889).
- 12 septembre : Yvonne Mottet, peintre et lithographe française (° 6 janvier 1906).
- 17 septembre : Armand Blanchonnet, coureur cycliste français (° 23 décembre 1903).
- 18 septembre : León Felipe, poète espagnol (° 11 avril 1884).
- 23 septembre : Padre Pio, capucin et prêtre catholique italien  (° 25 mai 1887).
- 24 septembre : Thakin Than Tun, leader communiste birman (° 1911).
- 30 septembre : Jeanne L. Gauzy, peintre française (° 4 janvier 1886).

### Octobre
- 2 octobre : Marcel Duchamp, peintre, plasticien et homme de lettres français naturalisé américain (° 28 juillet 1887).
- 4 octobre : Lawrence M. Judd, homme politique américain (° 20 mars 1887).
- 8 octobre : Pierre Guastalla, peintre, illustrateur, graveur sur cuivre, xylographe et lithographe français (° 5 août 1891).
- 9 octobre :
  - Jean Hyppolite, philosophe français (° 8 janvier 1907).
  - Jean Paulhan, écrivain français (° 2 décembre 1884).
- 10 octobre : Nikifor Krynicki, peintre polonais (° 21 mai 1895).
- 11 octobre :
  - Germán Álvarez Beigbeder, compositeur espagnol (° 15 décembre 1882).
  - Émile Demangel, coureur cycliste français (° 22 juin 1882).
- 12 octobre : Jean Marembert, peintre et illustrateur français (° 11 juillet 1900).
- 13 octobre : Roberto Montenegro, peintre, lithographe et scénographe mexicain (° 19 février 1887).
- 16 octobre : Lucien Haffen, peintre français (° 15 juin 1888).
- 19 octobre : Julia Lee Niebergall, compositrice américaine (° 15 février 1886).
- 28 octobre : Élie Lascaux, peintre naïf français (° 5 avril 1888).
- 29 octobre : Nicasio Safadi, musicien équatorien d'origine libanaise (° 1902).
- 31 octobre : Léopold Survage, peintre français (° 31 juillet 1879).

### Novembre
- 1 novembre :
  - Francisco Campos, juriste et homme politique brésilien (° 18 novembre 1891).
  - Georgios Papandreou, homme politique grec (° 13 février 1888).
- 3 novembre :
  - Étienne Le Rallic, dessinateur, illustrateur et auteur de bandes dessinées français (° 23 mai 1891).
  - Aloys Theytaz, écrivain, journaliste et homme politique suisse (° 17 juillet 1909).
- 4 novembre : Michel Kikoine, peintre français d'origine russe (° 31 mai 1892).
- 6 novembre : André Louis Mestrallet, peintre et antiquaire français (° 16 octobre 1874).
- 8 novembre :
  - Kokomo Arnold, chanteur et guitariste américain de blues (° 15 février 1901).
  - Wendell Corey, acteur américain (° 20 mars 1914).
  - Ramón Parera, footballeur espagnol (° 11 mars 1912).
- 11 novembre : Jeanne Demessieux, organiste, pianiste, improvisatrice et compositrice française (° 13 février 1921).
- 12 novembre :
  - Jules Grandjouan, dessinateur, peintre, affichiste et syndicaliste révolutionnaire libertaire français (° 22 décembre 1875).
  - Victor Lenaers, coureur cycliste belge (° 12 janvier 1893).
- 13 novembre : Victor Alix, compositeur et chef d'orchestre français (° 17 février 1886).
- 15 novembre : Francesco Chieffi, homme politique italien (° 6 mars 1906).
- 16 novembre : Agostino Bea, cardinal et jésuite allemand (° 28 mai 1881).
- 18 novembre :
  - S. V. Krishnamoorthy Rao, homme politique indien (° 15 novembre 1902).
  - Louis Olagnier, footballeur international français (° 6 novembre 1889).
- 20 novembre : Juan Carulla, médecin, journaliste, essayiste et homme politique argentin (° 20 juillet 1888).
- 22 novembre : Friedrich Carl von Oppenheim, banquier et homme politique allemand (° 5 octobre 1900).
- 24 novembre : István Dobi, homme d'État hongrois (° 31 décembre 1898).
- 25 novembre : Marcel Labey, chef d'orchestre et compositeur français (° 6 août 1875).
- 28 novembre : 
  - Enid Blyton, romancière britannique (° 11 août 1897).
  - Shadia Abou Ghazalé, résistante palestinienne.
- 29 novembre:
  - André Cholley, géographe français (° 22 février 1886).
  - Albert Huyot, peintre et dessinateur français (° 8 juin 1872).
- 30 novembre :
  - Charles Henry Bartlett, coureur cycliste britannique (° 6 février 1885).
  - Juan José Tramutola, joueur et entraîneur de football argentin (° 21 octobre 1902).
- ? novembre : Percy Verwayne, acteur américain d'origine britannique (° 10 mars 1895).

### Décembre
- 1er décembre :
  - Dario Moreno, chanteur d'opérette et acteur turc (° 3 avril 1921).
  - Léon Tutundjian, peintre français d'origine arménienne (° 15 mars 1906).
- 3 décembre : Ray Bennion, footballeur international gallois (° 1er septembre 1896).
- 4 décembre : Jean d'Esparbès, peintre français (° 8 mars 1899).
- 5 décembre : Fred Clark, acteur américain (° 19 mars 1914).
- 7 décembre : Pierre Jaminet, coureur cycliste français (° 12 février 1912).
- 8 décembre : Tommaso Cascella, peintre italien (° 24 mars 1890).
- 9 décembre : Harry Stenqvist, coureur cycliste suédois (° 25 décembre 1893).
- 12 décembre : Tallulah Bankhead, actrice américaine (° 31 janvier 1902).
- 18 décembre : Frantz Adam, psychiatre et photographe français (° 1er janvier 1886).
- 20 décembre :
  - Edmond Chauvet, peintre et illustrateur français (° 29 janvier 1903).
  - John Steinbeck, écrivain américain (° 27 février 1902).
- 21 décembre : Marcel Niquet, peintre français (° 12 avril 1889).
- 26 décembre : Weegee (Arthur Fellig), photographe américain (° 12 juin 1899).
- 27 décembre : Glauco Servadei, coureur cycliste italien (° 27 juillet 1913).
- 28 décembre : Mustafa Mardanov, acteur russe puis soviétique (° 10 mars 1894).
- 29 décembre : Lila Clunas, suffragette écossaise (° 10 août 1875).
- 30 décembre : Trygve Lie, homme d'État norvégien et premier Secrétaire général de l'ONU (° 16 juillet 1896).